# Paramyia
Paramyia är ett släkte av tvåvingar. Paramyia ingår i familjen sprickflugor.

## Arter
- Paramyia africana
- Paramyia flagellomera
- Paramyia flava
- Paramyia formosana
- Paramyia fumipennis
- Paramyia hungarica
- Paramyia inconspicua
- Paramyia latigena
- Paramyia longilingua
- Paramyia minuscula
- Paramyia nigra
- Paramyia nitens
- Paramyia nitida
- Paramyia palpalis
- Paramyia regalis
- Paramyia setitarsalis
- Paramyia swanni
- Paramyia triangularis